# Bezas
Bezas est une commune d’Espagne, dans la province de Teruel, communauté autonome d'Aragon, comarque de la Sierra de Albarracín., située dans l'espace protégé des Pinares de Rodeno.

## Géographie
On accède à Bezas de Teruel par la route régionale A-1513 (Teruel-Toril), ou bien par des routes forestières depuis Albarracín et Gea de Albarracín.
A 4 km et en pleine nature, on trouve la maison forestière de Dornaque, devenue le Centre d'Interprétation de la Nature du Rodeno. Pino Rodeno est le nom local du pin maritime.

## Histoire
Les origines des ancêtres de Bezas se trouvent dans le voisinage du village, dans Las Tajadas, ou l'on trouve des importantes peintures rupestres de l'Arte du Levant. Las tajadas - Bajera, Enmedio y Somera o Peña del Hierro -, tout comme dans les abris du Huerto y de la Paridera.

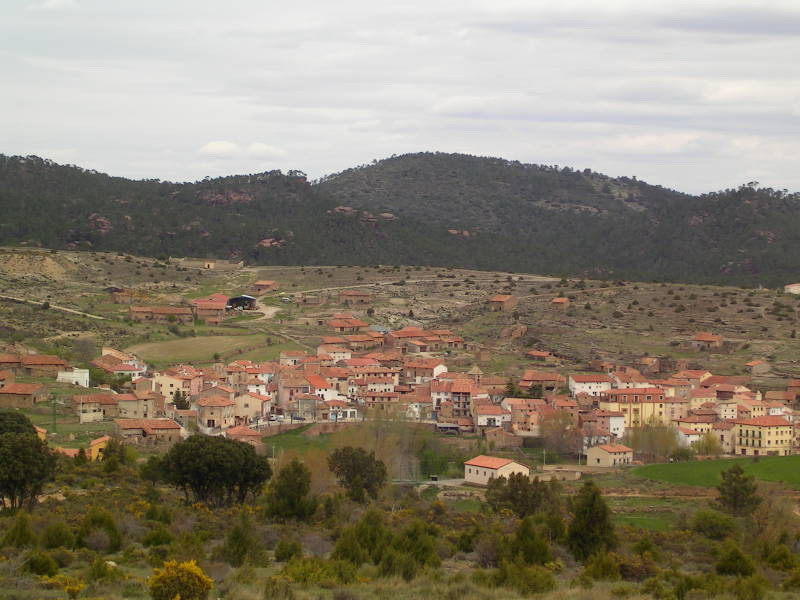
Vue générale de Bezas.

Le 21 juin 1257, par privilège du roi Jaime I donné à Teruel, ce lieu devient partie de la Sesma de Jabaloyas dans la Communauté de Santa María de Albarracín, qui dépendaient directement du roi. Ce régime administratif a perduré, et dite Communauté est la seule qui a survécu le Décret de Dissolution, en 1837, le siège actuel se trouve à Tramacastilla.
Bezas se situe au cœur de la sierra de Albarracín, dont elle fut un hameau jusqu'au 22 novembre 1843, quand elle fut déclarée municipalité indépendante.
Le premier document écrit que l'on trouve sur les habitants de Bezas remonte à 1589, ou l'on décrit le caractère impétueux de ces premières gens. Après l'expulsion des maures en 1611 on offrit des terres à tous ceux qui voudraient s'installer au hameau.
La Comunidad de Albarracín était divisée en quatre "Sesmas" (ou "Sexmas") –villages associés pour l'administration des biens communs-, Bezas se trouve dans la Sesma de Jabaloyas qui regroupe: Jabaloyas, Terriente, Saldón, Bezas, Valdecuenca, El Vallecillo et Toril y Masegoso.

## Lieux et monuments

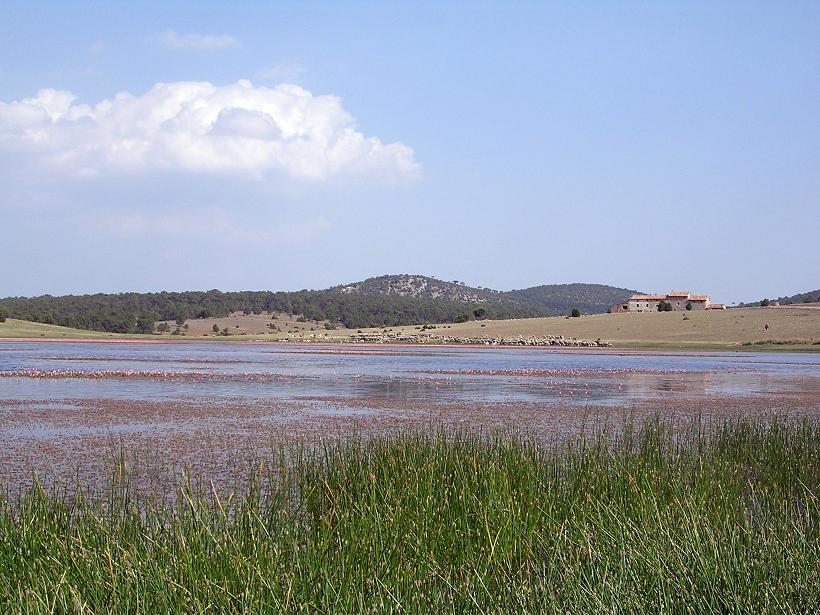
Laguna de Bezas.

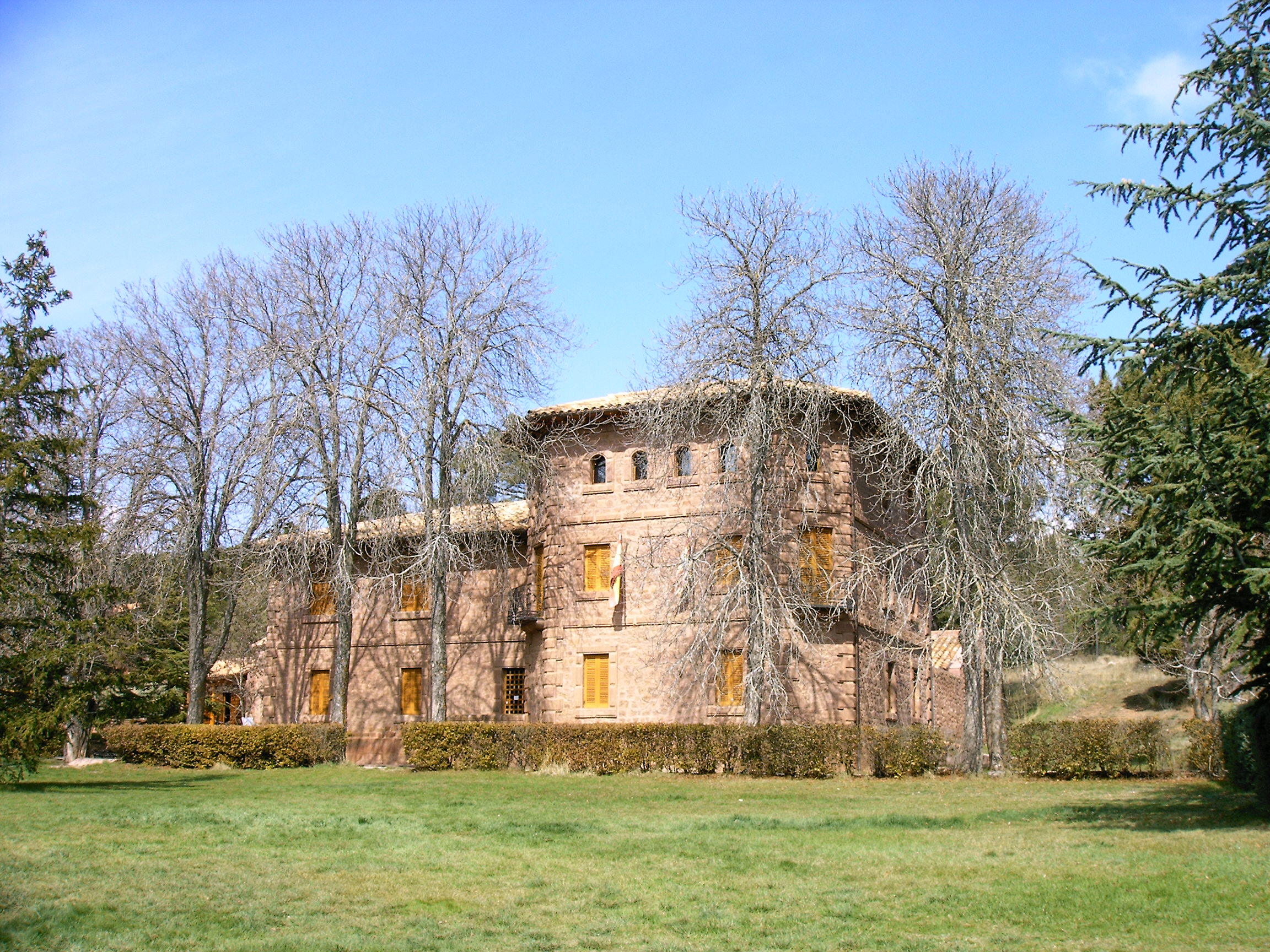
Centre d'Interprétation du Rodeno.

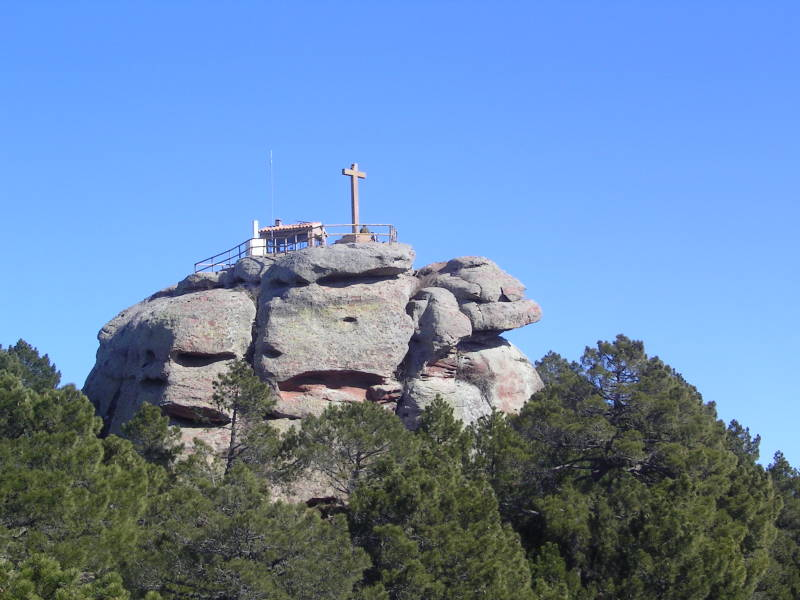
Peña La Cruz.

- Église paroissiale de la Visitación de Nuestra Señora XVIe siècle.
- La Laguna: Le Lac de Bezas, d'eau douce permanente, a une surface inondable de 4,6 ha. C'est une zone de drainage des eaux souterraines auxquelles s'ajoutent probablement les eaux karstiques des rochers calcaires voisins. Elle est située dans la ZNIEFF du bassin de l'Ebrón et la végétation des entourages est principalement formée de forêts méditerranéennes endémiques de Juniperus, cependant les pins sont aussi abondants.
- Centro de Interpretación de la Naturaleza del Rodeno: Installé dans l'ancienne Maison des Gardes Forestiers de Dornaque, le Centre d'Interprétation de la Nature est destiné à la réception, information et interprétation liés à l'espace naturel protégé, ses valeurs naturelles et culturelles et leur gestion, tout comme l'orientation des visiteurs. Le centre possède une exposition didactique, des projections audiovisuelles, informations sur cet espace et des publications
- Peintures Rupestres: Dans l'ensemble de "las Tajadas", les abris de "Huerto de la Tajada Bajera", "Paridera de la Tajada de Enmedio" et "los Callejones" récemment découvert.
- Peña La Cruz: Pittoresque rocher de rodeno à une altitude de 1538 mètres couronné par une grande croix, offre une panoramique impressionnant de Bezas et les villages voisins et la "Laguna de Bezas" entourée de la forêt de pino rodeno. Visite obligatoire.
- Fuente Buena: Vallée singulière, aménagée comme aire de piquenique, près de Dornaque et du Centre d'Interprétation. .

## Fêtes Locales
Elles ont lieu la première semaine d'Août, de jeudi à dimanche.